# John Gurdon
Pour les articles homonymes, voir Gurdon (homonymie).
John Gurdon, né le 2 octobre 1933 à Dippenhall dans le Surrey en Angleterre, est un biologiste moléculaire britannique. Il est corécipiendaire du Prix Nobel de physiologie ou médecine 2012 avec Shinya Yamanaka.

## Biographie
John Gurdon étudie la littérature au collège d'Eton puis au collège Christ Church de l'université d'Oxford. Après avoir obtenu un transfert dans un cursus de zoologie, il est diplômé avec mention très bien (first class Honours) en 1956. En 1960, sous la direction de Michael Fischberg, il complète son doctorat consacré à la transplantation nucléaire sur des Xénopes. Durant deux ans, John Gurdon est postdoctorant au California Institute of Technology où il effectue des recherches dans le domaine de la génétique. Il retourne à Oxford en tant que research fellow, puis est nommé chargé d'enseignement (lecturer) en 1965.
En 1971, il est élu membre de la Royal Society et rejoint le Laboratory of Molecular Biology du Medical Research Council (MRC), situé à Cambridge. À partir de 1983, il enseigne la biologie cellulaire à l'Université de Cambridge où depuis le milieu des années 2000, il est professeur émérite. Son laboratoire est situé dans le Gurdon Institute qui a été nommé d'après lui et en reconnaissance de ses travaux.
Le 8 octobre 2012, il est récompensé du prix Nobel de physiologie ou médecine avec Shinya Yamanaka,.

## Apports scientifiques
Les premières recherches de John Gurdon ont eu trait à la fin des années 1950 au clonage chez les amphibiens par transfert nucléaire chez le Xénope. Ses travaux précurseurs ont montré que le cytoplasme d'une cellule souche embryonnaire (en l’occurrence ici l'œuf de Xénope) contenait tous les éléments nécessaires pour induire le caractère pluripotent d'une cellule même si un noyau d'une cellule adulte et différenciée y était transféré. John Gurdon a ainsi réalisé le premier clonage d'un organisme évolué quarante ans avant le premier clonage d'un mammifère, la brebis Dolly en 1996.
Les travaux de John Gurdon dans les années 1990 ont porté sur la compréhension des mécanismes de différenciation cellulaire et la capacité de toutes les cellules à pouvoir être reprogrammées génétiquement (par deméthylation des histones) pour redevenir des cellules pluripotentes.

## Prix et distinctions
- 1971 : Membre de la Royal Society
- 1977 : Prix Paul-Ehrlich-et-Ludwig-Darmstaedter
- 1989 : Prix Wolf de médecine
- 1989 : Élu membre associé étranger de l'Académie des sciences française[5]
- 1995 : Anoblissement (Knight Bachelor)
- 2009 : Prix Albert-Lasker pour la recherche médicale fondamentale
- 2012 : Prix Nobel de physiologie ou médecine